# 기쿠치 쇼타
기쿠치 쇼타(일본어: 菊池 将太, 1993년 5월 14일~)는 일본의 축구 선수이다.

## 구단 경력
그는 2016년 J1리그의 이와키 FC에 입단했다. 2019년 J3리그의 이와테 그루자 모리오카로 이적했다. 2020년부터 2022년까지 일본 풋볼 리그의 도쿄 유나이티드 FC에서 뛰었다.